# 上原隆 (実業家)
上原 隆（うえはら たかし、1969年1月8日 - ）は、日本の実業家、キャリア・コンサルタント、ラジオパーソナリティ。

## 来歴
鹿児島県鹿児島市出身。
1993年3月、早稲田大学卒業後、レコード会社に入社。その後、1年9ヶ月後に退職し、1995年2月に『前人未到のドミノ倒し 驚異の200万個に挑戦』（TBSテレビ）の特番企画に日本チームのリーダーとして参加。青森県上北郡野辺地町の氷点下マイナス6℃の体育館にて、様々な異なる環境で生まれ育ったメンバーを率いて世界記録に挑戦。その経験を元に人材育成の講演等を行うようになる。
2000年4月、インテリジェンスに入社。三井物産などから3億円の出資を受けた事業会社の創業メンバーとして参画し、2000年9月、アルバイト領域の新規ビジネスを立ち上げる。その後、人事採用責任者として、全国の学生の就職活動を応援。20万人以上の学生と対峙し、その活動がテレビ東京系列「ガイアの夜明け」にて半年間の密着取材。読売新聞（全国版朝刊）「上原隆の実践講座」などキャリア支援コラムを5年間連載。ラジオでは、現役会社員初の「オールナイトニッポン」パーソナリティに抜擢され、多くの芸能人やアスリートと対談。また、全国のリスナーからのキャリア相談に乗り続けた。
2019年、株式会社プリセッションを設立。ここまでの人材育成の経験をもとに、一人ひとりの人生を応援するコンサルティングを行っている。

## 出演

### ラジオ番組
- 上原隆 はたらくラジオ（ニッポン放送）- 2018年4月8日 - 2019年3月25日
- 西川貴教のオールナイトニッポン（ニッポン放送）
- 上原隆のオールナイトニッポン サポーターズ（ニッポン放送）- 2007年4月8日 - 2009年3月29日
- THE 放送サッカーズ（ニッポン放送）※上原隆CDデビューへの道（インテリジェンス提供枠）
- 東貴博 ニッポン全国 ラジベガス（ニッポン放送）※必殺仕事人（じん）、上原隆のニッポン全国ニューヨーク　- 2006年4月3日 - 9月29日
- 知ってる?24時。（ニッポン放送）※サポーター会議室のコーナー　- 2004年1月 - 2005年9月

### テレビ番組
- 日経スペシャル ガイアの夜明け できる新卒を採れ ～人材獲得大作戦～（2006年4月11日、テレビ東京）[6]。- 伝説の採用マンを取材。
- ワールドビジネスサテライト（テレビ東京）
- 大橋未歩のシューカツ魂!（2011年3月12日 - 2013年3月10日、テレビ東京）
- 東京クラッソ!（2016年1月16日、TOKYO MX）
- NewsPicksにてキャリアコーナーMC

## 著作
- 『内定者の発想2009 壁に立ち向かうあなたへの応援メッセージ』（2007年12月15日、ダイヤモンド社）ISBN 978-4478003244
- 『内定突破への30の言葉 2010年版』（2008年10月20日、ダイヤモンド社）ISBN 978-4478006566
- 『就活のカリスマ上原隆 就活講義の実況LIVE2011』（2009年11月6日、ダイヤモンド社）ISBN 978-4478011379

## CD
- 上原隆のオールナイトニッポン サポーターズ presents 「働楽～ドウラク」 (FLCF-4226、2008年3月19日）フォーライフミュージックエンタテイメント